# Pitekunsaurus
Pitekunsaurus là một chi khủng long, được Filippi & Garrido mô tả khoa học năm 2008.